# I've Got So Much to Give
Albums de Barry White
Stone Gon'
(1973)
I've Got So Much to Give est un album de Barry White sorti en 1973.

## Liste des chansons
| 1. | Standing in the Shadows of Love | 8:00 |
| 2. | Bring Back My Yesterday         | 6:40 |

| 1. | I've Found Someone                         | 5:55 |
| 2. | I've Got So Much To Give                   | 8:11 |
| 3. | I'm Gonna Love You Just a Little More Baby | 7:20 |